# Pell City
Pell City è un comune degli Stati Uniti d'America situato nella contea di St. Clair dello Stato dell'Alabama.